# Krypteringsalgoritm
Krypteringsalgoritm är en algoritm som tillämpas för att kryptera information. Genom åren har ett antal mer eller mindre lyckade algoritmer utvecklats för ändamålet att göra information oläslig för obehöriga.

## Exempel på krypteringsalgoritmer
- AES (Rijndael)
- DES
- RC6
- RSA
- Twofish
- Blowfish